# The Baked Potato

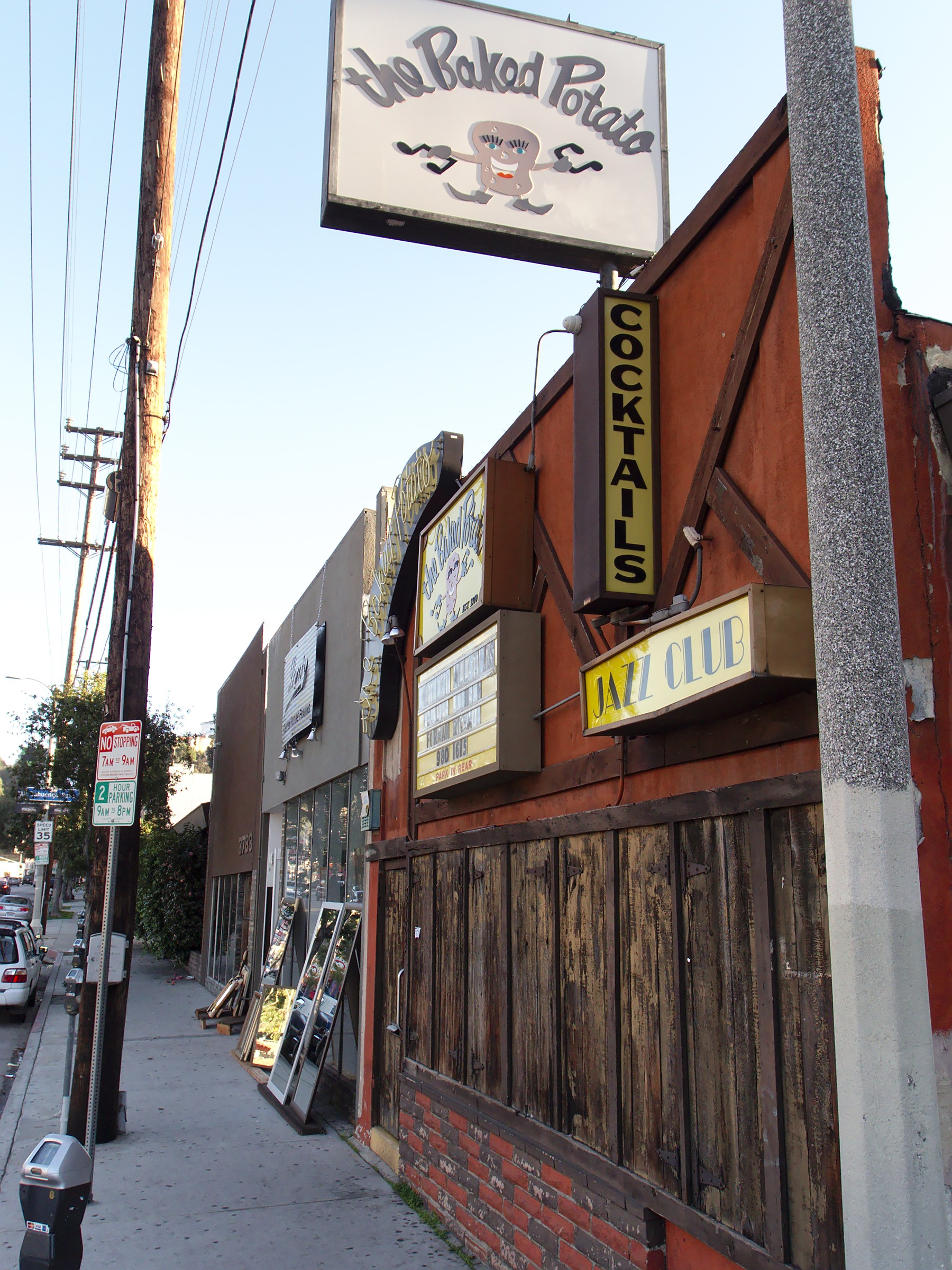
The Baked Potato

The Baked Potato je hudební klub ležící v ulici Cahuenga Boulevard v losangeleském předměstí Studio City. Založil jej v roce 1970 jazzový klavírista Don Randi. Vystupovalo zde velké množství jazzových hudebníků, avšak také hudebníků jiných žánrů. Kytarista Larry Carlton zde v roce 1986 nahrál své album Last Nite. V klubu dále vystupovali například Allan Holdsworth, Dustin Boyer či Kevin Eubanks.